# Winter-Paralympics 2010/Rollstuhlcurling
Bei den X. Winter-Paralympics 2010 wurde ein Wettbewerb im Rollstuhlcurling zwischen dem 13. und 20. März 2010 im Hillcrest Park in Vancouver ausgetragen.

## Qualifikation
Für das Turnier wurden neun der zehn Startplätze auf Basis eines Punktesystems vergeben, das die Ergebnisse der Weltmeisterschaften der Jahre 2007, 2008 und 2009 berücksichtigte. Das kanadische Curlingteam war als Gastgeber automatisch qualifiziert.
Das Punktesystem gewichtet die Ergebnisse der vergangenen drei Weltmeisterschaften gleich stark. Dabei erhielt der Weltmeister jeweils 12 Punkte bis zum Zehntplatzierten, der einen Punkt bekam.
| PLATZ | NATION                      | 2007 | 2008 | 2009 | GESAMT |
| ----- | --------------------------- | ---- | ---- | ---- | ------ |
| 1     | Norwegen                    | 12   | 12   | 4    | 28,0   |
| 2     | Kanada (Gastgeber)          | 7    | 7    | 12   | 26     |
| 3     | Vereinigte Staaten          | 5,5  | 8    | 7    | 20,5   |
| 4     | Südkorea                    | 4    | 10   | 5    | 19,0   |
| 5     | Schottland / Großbritannien | 8    | 4    | 6    | 18     |
| 6     | Schweden                    | 1    | 5    | 10   | 16,0   |
| 7     | Schweiz                     | 10   | 2    | 1    | 14     |
| 8     | Deutschland                 | 0    | 0    | 8    | 8,0    |
| 9     | Italien                     | 0    | 6    | 2    | 8,0    |
| 10    | Japan                       | 5,5  | 2    | 0    | 7,5    |

## Spielzeiten
Alle Zeitangaben beziehen sich auf die Ortszeit (UTC−8), die Differenz zur mitteleuropäischen Zeit (UTC+1) beträgt neun Stunden.

## Teilnehmer
| Deutschland                                                                                               | Italien | Japan                                                                                                  | Kanada | Norwegen |
| --- | --- | --- | --- | --- |
| Skip: Jens Jäger Third: Marcus Sieger Second: Jens Gäbel Lead: Christiane Steger Ersatz: Astrid Hoer      | Skip: Andrea Tabanelli Third: Egidio Marchese Second: Gabriele Dallapiccola Lead: Angela Menardi Ersatz: Emanuele Spelorzi | Skip: Yoji Nakajima Third: Katsuo Ichikawa Second: Takashi Hidai Lead: Ayako Saitoh Ersatz: Aki Ogawa  | Skip: Jim Armstrong Third: Darryl Neighbour Second: Ina Forrest Lead: Sonja Gaudet Ersatz: Bruno Yizek        | Skip: Rune Lorentzen Third: Jostein Stordahl Second: Geir Arne Skogstad Lead: Anne Mette Samdal Ersatz: Lene Tystad |
| Schweden                                                                                                  | Schweiz | Südkorea                                                                                               | Vereinigte Staaten                                                                                            | Großbritannien |
| Skip: Jalle Jungnell Third: Glenn Ikonen Second: Patrik Burman Lead: Anette Wilhelm Ersatz: Patrik Kallin | Skip: Manfred Bolliger Third: Claudia Hüttenmoser Second: Daniel Meyer Lead: Anton Kehrli Ersatz: Martin Bieri             | Fourth: Kim Hak-sung Third: Kim Myung-jin Second: Cho Yang-hyun Lead: Kang Mi-suk Ersatz: Park Gil-woo | Skip: James Joseph Third: Jacqui Kapinowski Second: Patrick McDonald Lead: Augusto Perez Ersatz: James Pierce | Skip: Aileen Neilson Third: Michael McCreadie Second: Tom Killin Lead: Angie Malone Ersatz: Jim Sellar              |

### Round Robin

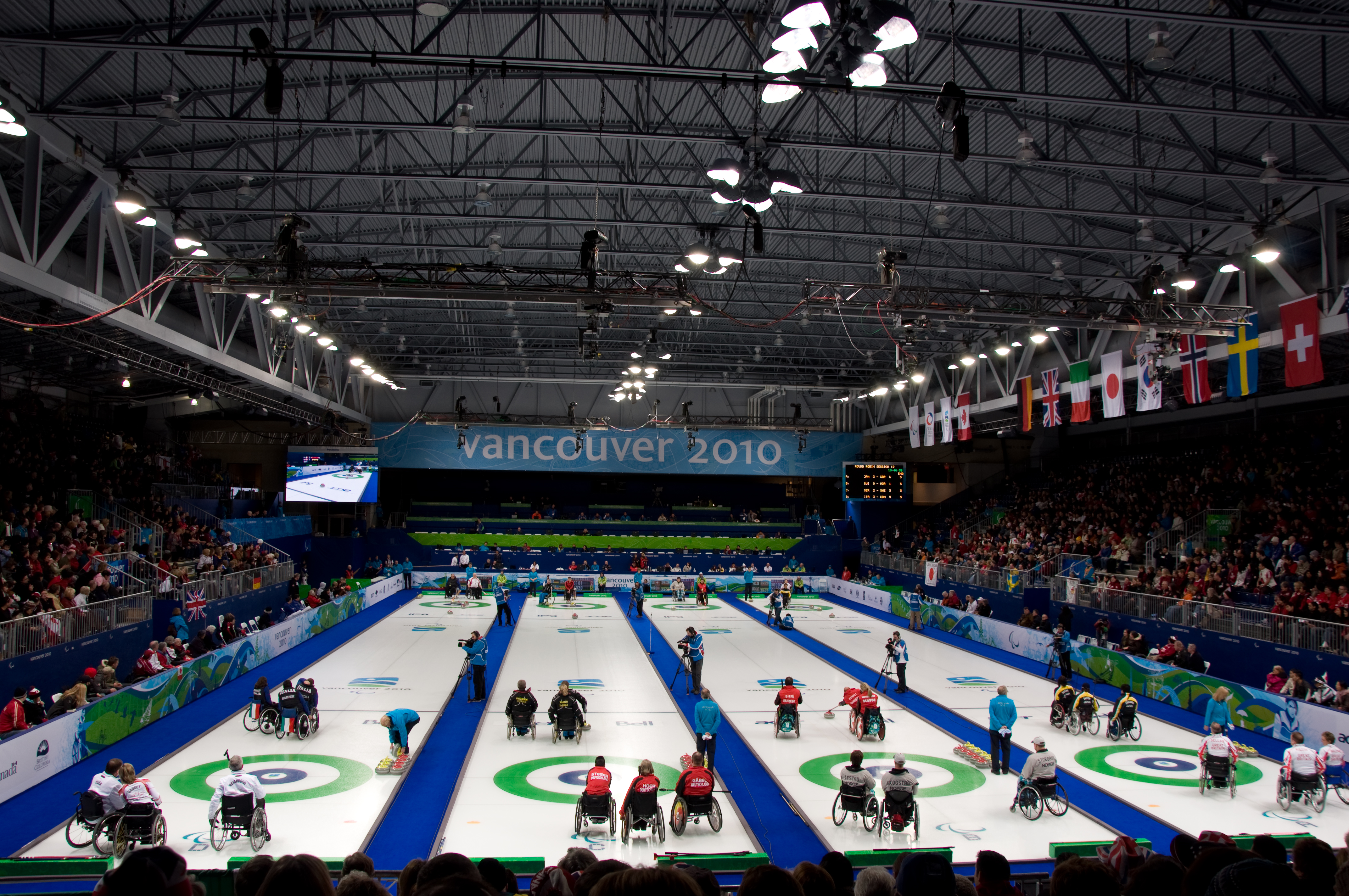
Rollstuhlcurling bei den Winter-Paralympics 2010

| Platz | Team               | Spiele | Siege | Ndlg. |
| ----- | ------------------ | ------ | ----- | ----- |
| 1.    | Kanada             | 9      | 7     | 2     |
|       | Vereinigte Staaten | 9      | 7     | 2     |
| 3.    | Südkorea           | 9      | 6     | 3     |
| 4.    | Schweden           | 9      | 5     | 4     |
|       | Italien            | 9      | 5     | 4     |
| 6.    | Großbritannien     | 9      | 3     | 6     |
|       | Schweiz            | 9      | 3     | 6     |
|       | Deutschland        | 9      | 3     | 6     |
|       | Norwegen           | 9      | 3     | 6     |
|       | Japan              | 9      | 3     | 6     |

#### Draw 1
Samstag, 13. März, 12:30
| Team                       | Resultat |
| Südkorea (Kim)             | 6        |
| Vereinigte Staaten (Perez) | 9        |

| Team                     | Resultat |
| Großbritannien (Neilson) | 2        |
| Kanada (Armstrong)       | 9        |

| Team                | Resultat |
| Schweden (Jungnell) | 6        |
| Schweiz (Bolliger)  | 7        |

| Team                 | Resultat |
| Deutschland (Jäger)  | 10       |
| Norwegen (Lorentzen) | 6        |

#### Draw 2
Samstag, 13. März, 18:00
| Team                | Resultat |
| Italien (Tabanelli) | 6        |
| Japan (Nakajima)    | 9        |

| Team                | Resultat |
| Schweden (Jungnell) | 4        |
| Südkorea (Kim)      | 8        |

| Team                     | Resultat |
| Norwegen (Lorentzen)     | 7        |
| Großbritannien (Neilson) | 5        |

| Team                       | Resultat |
| Kanada (Armstrong)         | 10       |
| Vereinigte Staaten (Perez) | 5        |

#### Draw 3
Sonntag, 14. März, 12:30
| Team                 | Resultat |
| Norwegen (Lorentzen) | 5        |
| Kanada (Armstrong)   | 6        |

| Team                | Resultat |
| Italien (Tabanelli) | 13       |
| Schweiz (Bolliger)  | 4        |

| Team                       | Resultat |
| Vereinigte Staaten (Perez) | 6        |
| Deutschland (Jäger)        | 5        |

| Team             | Resultat |
| Japan (Nakajima) | 5        |
| Südkorea (Kim)   | 7        |

#### Draw 4
Sonntag, 14. März, 18:00
| Team                | Resultat |
| Schweden (Jungnell) | 1        |
| Italien (Tabanelli) | 9        |

| Team                | Resultat |
| Japan (Nakajima)    | 4        |
| Deutschland (Jäger) | 12       |

| Team                     | Resultat |
| Schweiz (Bolliger)       | 2        |
| Großbritannien (Neilson) | 10       |

#### Draw 5
Montag, 15. März, 12:30
| Team                     | Resultat |
| Großbritannien (Neilson) | 4        |
| Südkorea (Kim)           | 7        |

| Team                 | Resultat |
| Norwegen (Lorentzen) | 4        |
| Schweden (Jungnell)  | 6        |

| Team               | Resultat |
| Japan (Nakajima)   | 2        |
| Kanada (Armstrong) | 13       |

| Team                       | Resultat |
| Vereinigte Staaten (Perez) | 8        |
| Italien (Tabanelli)        | 2        |

#### Draw 6
Montag, 15. März, 18:00
| Team                | Resultat |
| Deutschland (Jäger) | 3        |
| Schweiz (Bolliger)  | 9        |

| Team                       | Resultat |
| Großbritannien (Neilson)   | 7        |
| Vereinigte Staaten (Perez) | 8        |

| Team                 | Resultat |
| Südkorea (Kim)       | 6        |
| Norwegen (Lorentzen) | 9        |

| Team                | Resultat |
| Schweden (Jungnell) | 8        |
| Kanada (Armstrong)  | 4        |

#### Draw 7
Dienstag, 16. März, 12:30
| Team               | Resultat |
| Kanada (Armstrong) | 15       |
| Schweiz (Bolliger) | 1        |

| Team                | Resultat |
| Italien (Tabanelli) | 6        |
| Deutschland (Jäger) | 7        |

| Team                 | Resultat |
| Norwegen (Lorentzen) | 11       |
| Japan (Nakajima)     | 3        |

#### Draw 8
Dienstag, 16. März, 18:00
| Team                       | Resultat |
| Vereinigte Staaten (Perez) | 4        |
| Schweden (Jungnell)        | 6        |

| Team                | Resultat |
| Südkorea (Kim)      | 9        |
| Italien (Tabanelli) | 3        |

| Team               | Resultat |
| Schweiz (Bolliger) | 5        |
| Japan (Nakajima)   | 6        |

| Team                     | Resultat |
| Großbritannien (Neilson) | 9        |
| Deutschland (Jäger)      | 2        |

#### Draw 9
Mittwoch, 17. März, 12:30
| Team                | Resultat |
| Kanada (Armstrong)  | 8        |
| Deutschland (Jäger) | 6        |

| Team                     | Resultat |
| Schweden (Jungnell)      | 7        |
| Großbritannien (Neilson) | 6        |

| Team                       | Resultat |
| Norwegen (Lorentzen)       | 8        |
| Vereinigte Staaten (Perez) | 9        |

| Team               | Resultat |
| Südkorea (Kim)     | 9        |
| Schweiz (Bolliger) | 3        |

#### Draw 10
Mittwoch, 17. März, 18:00
| Team                 | Resultat |
| Italien (Tabanelli)  | 9        |
| Norwegen (Lorentzen) | 7        |

| Team                       | Resultat |
| Vereinigte Staaten (Perez) | 8        |
| Japan (Nakajima)           | 3        |

| Team               | Resultat |
| Kanada (Armstrong) | 6        |
| Südkorea (Kim)     | 4        |

#### Draw 11
Donnerstag, 18. März, 12:30
| Team                       | Resultat |
| Schweiz (Bolliger)         | 2        |
| Vereinigte Staaten (Perez) | 8        |

| Team                | Resultat |
| Deutschland (Jäger) | 2        |
| Südkorea (Kim)      | 9        |

| Team                     | Resultat |
| Großbritannien (Neilson) | 3        |
| Italien (Tabanelli)      | 6        |

| Team                | Resultat |
| Japan (Nakajima)    | 8        |
| Schweden (Jungnell) | 7        |

#### Draw 12
Donnerstag, 18. März, 18:00
| Team                     | Resultat |
| Japan (Nakajima)         | 4        |
| Großbritannien (Neilson) | 10       |

| Team                 | Resultat |
| Schweiz (Bolliger)   | 10       |
| Norwegen (Lorentzen) | 4        |

| Team                | Resultat |
| Deutschland (Jäger) | 3        |
| Schweden (Jungnell) | 10       |

| Team                | Resultat |
| Italien (Tabanelli) | 8        |
| Kanada (Armstrong)  | 7        |

### Tie-break
Freitag, 19. März, 14:30
| Team                | Resultat |
| Italien (Tabanelli) | 5        |
| Schweden (Jungnell) | 6        |

### Halbfinale
Samstag, 20. März, 10:00
| Team                       | Resultat |
| Vereinigte Staaten (Perez) | 5        |
| Südkorea (Kim)             | 7        |

| Team                | Resultat |
| Kanada (Armstrong)  | 10       |
| Schweden (Jungnell) | 5        |

### Finale
Samstag, 20. März, 15:30 Uhr
| Team               | Resultat |
| Kanada (Armstrong) | 8        |
| Südkorea (Kim)     | 7        |

### Spiel um Bronze
Samstag, 20. März, 15:30 Uhr
| Team                       | Resultat |
| Schweden (Jungnell)        | 7        |
| Vereinigte Staaten (Perez) | 5        |

## Medaillenspiegel
| Medaillenspiegel Rollstuhlcurling | Medaillenspiegel Rollstuhlcurling | Medaillenspiegel Rollstuhlcurling | Medaillenspiegel Rollstuhlcurling | Medaillenspiegel Rollstuhlcurling | Medaillenspiegel Rollstuhlcurling |
| Platz                             | Land                              | Gold                              | Silber                            | Bronze                            | Gesamt                            |
| --------------------------------- | --------------------------------- | --------------------------------- | --------------------------------- | --------------------------------- | --------------------------------- |
| 1                                 | Kanada                            | 1                                 | −                                 | −                                 | 1                                 |
| 2                                 | Südkorea                          | −                                 | 1                                 | −                                 | 1                                 |
| 3                                 | Schweden                          | −                                 | −                                 | 1                                 | 1                                 |